# Mexican Gold
Mexican Gold es una película estadounidense de wéstern de 2009, dirigida por Chuck Walker, que a su vez la escribió, musicalizada por Bert Cross, en la fotografía estuvo Billy MacTavish y los protagonistas son Lorenzo Lamas, John Castellanos y Michael Gregory, entre otros. El filme fue realizado por Walker/Cable Productions y se estrenó el 17 de marzo de 2009.

## Sinopsis
Luego de huir de su condena para ser ahorcado, el forajido Jack Barnett embauca a un juez corrupto, a una chica de salón local y a un viejo colega para que sean parte de su mejor robo.